# Waga analityczna

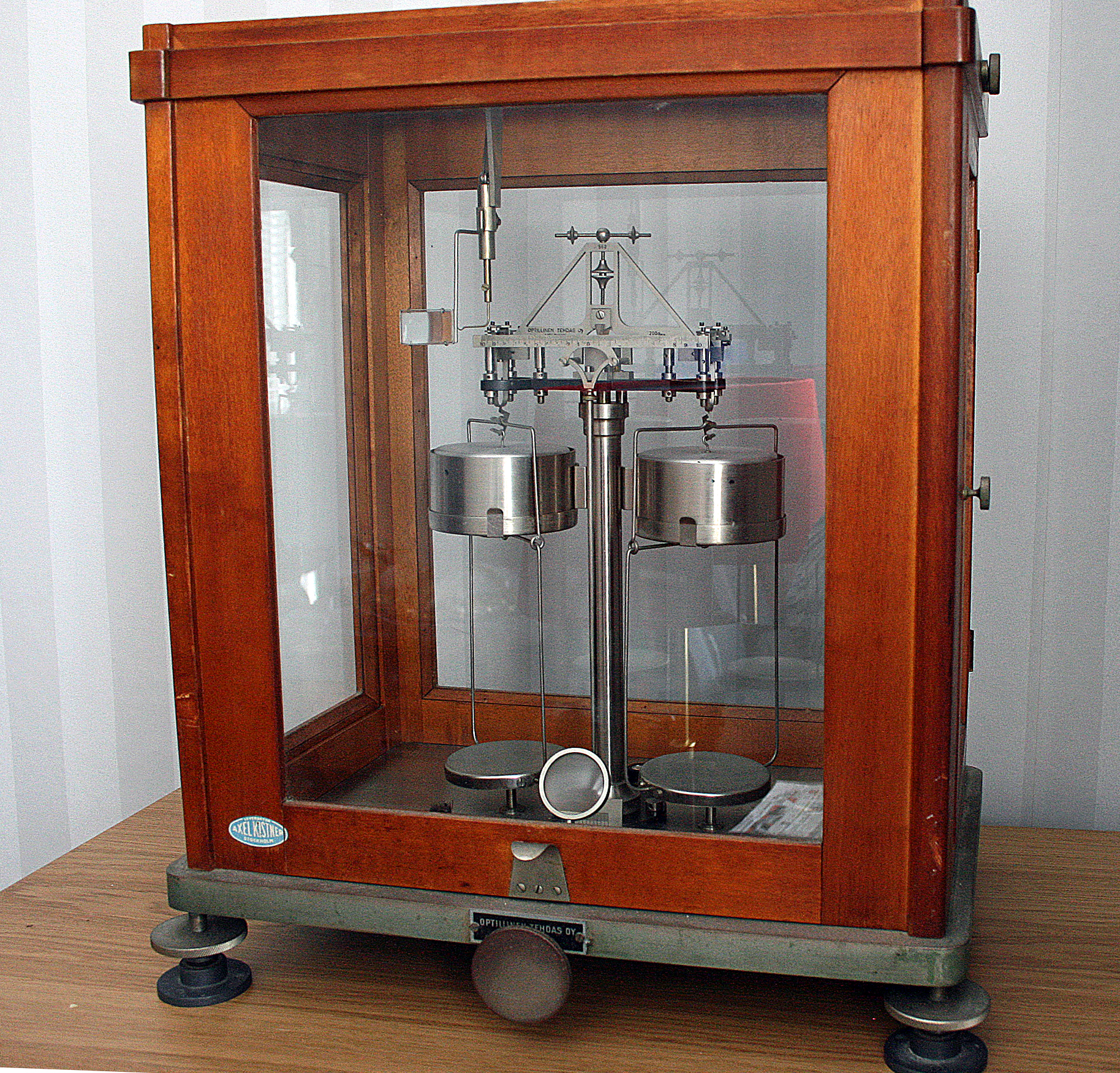
Waga analityczna szalkowa

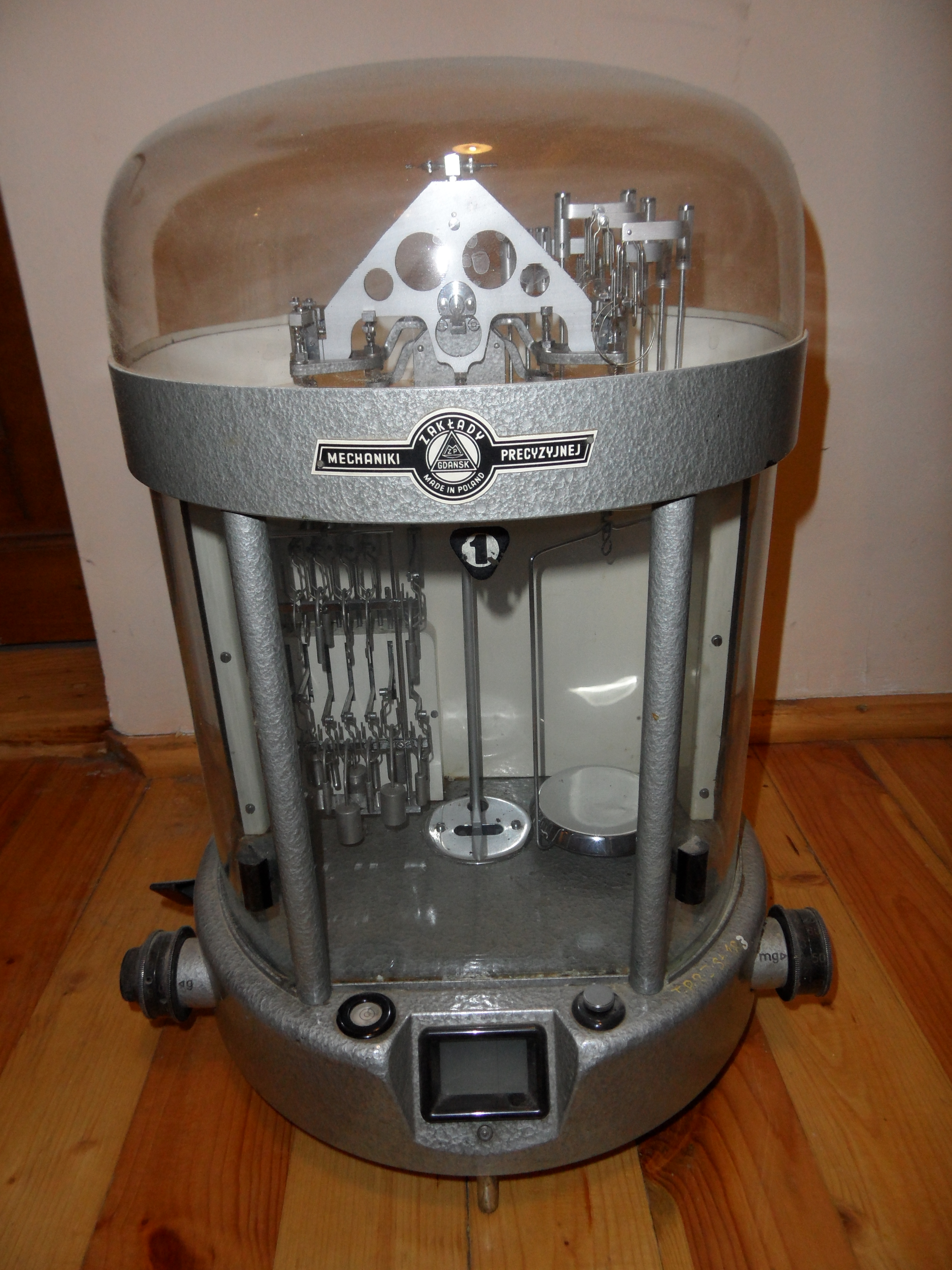
Waga analityczna półautomatyczna, lata 1950, Zakłady Mechaniki Precyzyjnej Gdańsk

Waga analityczna to waga, która waży przedmioty z bardzo dużą dokładnością (zazwyczaj 0,1 mg). Znalazła ona zastosowanie w laboratoriach do ważenia bardzo małych ilości substancji.
Budowa wagi analitycznej mechanicznej oparta jest na zasadzie dwustronnej dźwigni równoramiennej. Przy ważeniu na wagach analitycznych tradycyjnych nakładamy szczypcami na szalce odważnik (tzw. konik), a ustalenie się równowagi obserwujemy za pomocą wskazówki przesuwającej się na tle skali. Występują również wagi analityczne automatyczne, w których odważniki umieszczone są na wieszaczkach wewnątrz wagi, a ich konfigurację zmienia się za pomocą pokręteł. Mechanizm wagi analitycznej, wraz z szalkami, zamknięty jest zazwyczaj w szklanej obudowie, co zabezpiecza przed wpływem ruchów powietrza w otoczeniu na wynik ważenia, a także ogranicza akumulację kurzu.
Ważenie ma na celu wyznaczenie masy danego ciała przez porównanie jej ze znaną masą wzorcową (odważniki).
Warunek równowagi dźwigni dwustronnej mówi, że suma momentów sił względem osi obrotu musi być równa zeru.
|P1•L1| = |P2•L2|
gdzie:
P – ciężar ciała,
L – ramię siły.
Obecnie używa się najczęściej jednoszalkowych wag elektronicznych, które działają na zupełnie innej zasadzie. Adiustowane są one za pomocą dodatkowego zewnętrznego lub wbudowanego wzorca masy określonej klasy dokładności.